# Субпрефектура Віла-Марія
Субпрефектура Віла-Марія (порт. Subprefeitura da Vila Maria) — одна з 31 субпрефектури міста Сан-Паулу, розташована на півночі міста. Її повна площа 26,4 км². Складається з 3 округів:
- Віла-Марія (Vila Maria)
- Віла-Гільєрмі (Vila Guilherme)
- Віла-Медейрус (Vila Medeiros)

| Бразилія | Це незавершена стаття з географії Бразилії. Ви можете допомогти проєкту, виправивши або дописавши її. |